# Ferrocarril de Tocopilla al Toco
El Ferrocarril de Tocopilla al Toco fue la última vía ferroviaria salitrera en operación en Chile, y última sección operativa de un sistema ferroviario que trasladaba mineral de caliche a plantas procesadoras y salitrería al puerto de Tocopilla. Circuló de manera ininterrumpida hasta su cierre en agosto de 2015 y su posterior abandono definitivo en noviembre de 2016 después de que fuertes lluvias dañaran las vías al punto de que el propietario decidió que su reparación estaba fuera del alcance monetario estimado.
Su historia estuvo influenciada principalmente por dos factores: el auge y caída de la industria salitrera chilena, en particular Sociedad Química y Minera de Chile (SQM) y sus predecesoras, y la evolución de la tecnología de tracción ferroviaria de vapor a motor eléctrico y diésel.

## Historia

### Construcción
La historia del ferrocarril comenzó con el contrato firmado el 12 de mayo de 1883 entre Edward Squire y el gobierno chileno. Después de la Guerra del Pacífico, Chile decidió reorganizar la industria salitrera en la llanura de Toco. Un elemento clave de la concesión fue la construcción de un ferrocarril entre el llano y el puerto de Tocopilla.
Se fundó una sociedad anónima, la "Anglo-Chilian Nitrate & Railway Company, Limited", en Londres en 1886 con un capital de 1 millón de libras esterlinas (equivalente a alrededor de 130 millones de libras en 2020). En octubre de ese año se inició la construcción de la planta salitrera Santa Isabel; este era el punto de término planificado inicialmente para el ferrocarril.
El ferrocarril fue diseñado por William Stirling de Lima, un hijo del famoso Robert Stirling, y su hermano Robert publicó una descripción detallada de la operación inicial del ferrocarril en 1900. Partiendo del puerto, la línea ascendía abruptamente con una pendiente de 4,1 % por las escarpadas laderas del valle de Barriles hasta llegar a la llanura del Toco. Con el fin de minimizar obras como puentes, túneles, cortes y terraplenes, y por ende el costo de construcción, el trazado comprendió un reverso y 211 curvas con un radio mínimo de solo 55 metros. Luego de alcanzar un terreno relativamente llano en lo alto del escarpe (estación Barriles), la línea continuaba ascendiendo con suave pendiente hasta la estación Ojeda (km 53), donde alcanzaba la altura máxima de 1495 m, luego descendía hasta El Toco y Santa Isabel, en el kilómetro 88. El tendido de vías se completó en marzo de 1890, con una trocha de 1067 mm y rieles de 24 kg/m. Miles de trabajadores chilenos y ex culíes de Perú, con un costo significativo de vidas humanas, habían construido lo que el ingeniero encargado Manuel Ossa Ruiz describió como "uno de los ferrocarriles más complejos de la costa del Pacífico".
Además del terreno difícil, había otro problema importante para el funcionamiento de las locomotoras de vapor: la ausencia de agua dulce. Se probó con agua de mar, pero la tasa de corrosión era insostenible. En consecuencia, el agua tenía que ser destilada del mar o del río Loa (10 veces menos salobre que el agua de mar, pero aún inutilizable). Así se construyeron dos plantas desaladoras, una en el río Loa y otra en el puerto de Tocopilla. Se realizaba destilación al vacío y pudieron producir 90 toneladas diarias de agua dulce cada una. Desde Tocopilla se suministró una estación de riego en el km 16 (altura de 660 m), que requería 62 bar en la bomba. El agua de la planta de Loa se bombeaba a un tanque de reserva de 180 toneladas en la cima y dos tanques intermedios más pequeños.

### Desarrollo
Después de la inauguración el 15 de noviembre de 1890, surgieron otras oficinas salitreras que requirieron la construcción de ramales adicionales: en 1895 la línea se extendió a las oficinas «Peregrina» y «Santa Fe» (pasando por «Buena Esperanza» e «Iberia»). Se construyeron más oficinas a lo largo de estas líneas. En 1910, Anglo-Chile comenzó a construir la planta Coya y un ramal de 31 km hacia El Toco.
En 1899 el ferrocarril transportaba 215 000 toneladas de carga y 20 000 pasajeros, aumentando a 308 000 toneladas y 45 000 en 1909. En 1902 el valor del ferrocarril era casi la mitad del valor total de la empresa.
En 1900 un servicio de pasajeros operaba dos veces por semana entre Tocopilla y El Toco. El viaje fue cronometrado en 5 horas y media en sentido ascendente y 5 horas 10 minutos en sentido descendente. Luego de la construcción de más oficinas salitreras, los servicios de pasajeros aumentaron a un servicio dos veces por semana a Santa Isabel y Santa Fe.
El 24 de diciembre de 1924 fue creada la “Anglo-Chile Consolidated Nitrate Corporation” (ACCNC), bajo la ley de Delaware, por los hermanos Guggenheim para tomar el control de la empresa de ferrocarriles y salitre de Tocopilla, con la intención de instalar a gran escala su nuevo proceso de nitrato. Las propiedades de la empresa británica pasaron a su poder el 1 de enero de 1925.
La construcción de la planta mecanizada «Coya Norte» (conocida como «María Elena» desde 1927) requirió un nuevo ramal, que comenzaba justo debajo de la estación Central. El ramal contaba con varias estaciones intermedias en Tigre, Central (nueva), Colupito, Cerrillos, Tupiza y María Elena. En 1930 la línea se amplió hacia el sur cuando se empezó a construir la oficina salitrera Pedro de Valdivia. El ramal María Elena-Pedro de Valdivia de 116 km se convirtió en la línea principal; en la década de 1930, el ferrocarril transportaba más de un millón de toneladas. En la estación de Miraje se realizó una conexión con el Ferrocarril Longitudinal Norte.
Luego de la fase de crecimiento impulsada de la industria salitrera, vino el declive del ferrocarril hasta fines de 2016. El cierre de las obras del proceso Shanks en 1958 supuso la clausura de la línea Tigre-Santa Fe, cuyos rieles habían sido levantados en 1975.
La empresa operaba locomotoras articuladas Kitson-Meyer en el tramo escarpado entre Tocopilla y Barriles y locomotoras semiarticuladas Mallet para los tramos llanos. En 1927 los nuevos propietarios sustituyeron las locomotoras Kitson-Meyer de la ruta Tocopilla-Tigre, electrificándola y poniendo en servicio siete locomotoras General Electric «Boxcab» de 67 toneladas, que corrían a 12 km/h. Se encargaron locomotoras eléctricas de 33 toneladas (conocidas como los «patos») para transportar el caliche desde la mina hasta las plantas de procesamiento.
En diciembre de 1957 caducó la concesión y se ordenó el levante de las vías del ramal de Toco a Santa Fe en su tramo norte, mientras que el tramo ubicado más cerca de Toco fue cerrado en febrero de 1962.
En 1958 comienzan a llegar nuevas locomotoras diésel-eléctricas General Electric, destinadas a reemplazar las 43 locomotoras a vapor entonces en servicio. En enero de ese año, tres locomotoras de 87 toneladas de 985 kW (1320 hp) con una fuerza de tracción de 19 500 kgf fueron apodadas «Gigantes de la pampa» a un costo de US$165 000 (equivalente a $1 742 491 en 2023) cada una. Posteriormente, se recibieron ocho locomotoras más pequeñas (73 toneladas) para el servicio en las minas. En el mismo período, locomotoras eléctricas de 66 toneladas apodadas «Gansos» también fueron destinadas al servicio de la mina, sustituyendo a las últimas locomotoras de vapor. En 1996 todavía se podían ver «Gansos» en desuso en la antigua Planta de Energía de María Elena, que se había convertido en un verdadero cementerio ferroviario.
En los años 1990 se eliminó la electrificación entre Barriles y Tigre y los «Gigantes» de 1958 asumieron las funciones de tracción.
Cuando se reorganizó la industria salitrera chilena con la formación de la Sociedad Química y Minera de Chile (SQM) en los años 1960, el ferrocarril pasó a formar parte de esa empresa. En 2008 SQM informó que por año el ferrocarril transportaba 1,1 millones de toneladas de producto terminado al puerto de Tocopilla y 12 millones de toneladas de caliche desde varios sitios mineros hasta la planta Pedro de Valdivia, y que pretendía invertir 12 millones de dólares en mejoras de su infraestructura en 2009.

### Cierre
En agosto de 2015, inundaciones repentinas sin precedentes causaron numerosos derrumbes en la sección electrificada del ferrocarril, sobre todo en el área alrededor del desvío en el acantilado que conduce al puerto de Tocopilla. Como resultado de esto, junto con la disminución de las perspectivas de explotación de salitre, el ferrocarril cesó todas las operaciones, tanto eléctricas como diésel, se realizaron estudios para evaluar la reparación de la vía —que tardaría más de 18 meses—, y ante el alto coste de dicha acción, el 24 de noviembre de 2016 se decidió suspender permanentemente todos los servicios ferroviarios.
Fueron tales los daños provocacados por el temporal que a la entrada de la estación de Reverso, la riada arrastró las vías y los postes de catenaria terraplén abajo.
Todo el personal ferroviario fue despedido y toda la maquinaria quedó almacenada en Tocopilla y María Elena en espera de una posible venta o desguace. Después de 125 años de funcionamiento, el ferrocarril cerró, y ahora los camiones transportan los productos mineros desde la planta de María Elena hasta el puerto.

## Locomotoras
| Imagen                             | Fabricante                              | Tipo                                 | Ruedas   | Número de clase | Números ACN&R/FCTT/SIT/SQM | Introducción | Retiro | Potencia kW (hp) | Peso (t) | Modelo  | Notas |
| ---------------------------------- | --------------------------------------- | ------------------------------------ | -------- | --------------- | -------------------------- | ------------ | ------ | ---------------- | -------- | ------- | --- |
| Locomotoras a vapor (1890-1959)    |                                         |                                      |          |                 |                            |              |        |                  |          |         | |
|                                    | Kitson & Co.                            | Vapor                                | 4-8-4T   | 3               | 1,2,4                      | 1890         | 1959   |                  |          |         | Usada en la línea principal |
|                                    | Manning Wardle                          | Vapor                                | 0-6-4T   | 1               | 5                          | 1890         | 1890   |                  |          |         | Usada durante la construcción de la línea; denominada "Edward Squire" |
|                                    | Manning Wardle                          | Vapor                                | 0-4-0    | 2               | 6,7                        | 1890         | 1959   |                  |          |         | Usada para maniobras. La No. 7 impulsó el tren inaugural con el presidente José Manuel Balmaceda a bordo. Hacia 2010 estaba preservada en Tocopilla.                                                        |
|                                    | Yorkshire Engine Co.                    | Vapor                                | 0-6+6-0T | 2               | 8,9                        | 1891         | 1959   |                  |          |         | Diseño Fairlie, primera usada en los planos inclinados de ascenso, posteriormente trasladada a las llanuras.                                                                                                |
|                                    | Kitson & Co.                            | Vapor                                | 0-6+6-0T | 3               | 10,11,12                   | 1894-5       | 1959   |                  |          |         | Tipo Meyer |
|                                    | Kitson & Co.                            | Vapor                                | 2-6-2T   | 3               | 13,14,15                   | 1894-5       | 1959   |                  |          |         | Usada principalmente para maniobras en Tocopilla |
|                                    | Kitson & Co.                            | Vapor                                | 0-4-2T   | 4               | 16,17,27,28                | 1900, 1910   | 1959   |                  |          |         | |
|                                    | Kitson & Co.                            | Vapor                                | 4-8-4T   | 2               | 18,19                      | 1902         | 1959   |                  |          |         | |
|                                    | Kitson & Co.                            | Vapor                                | 2-6-2T   | 2               | 20,22                      | 1903, 1905   | 1959   |                  |          |         | |
|                                    | Kerr Stuart & Co.                       | Vapor                                | 0-6+6-0T | 1               | 21                         | 1903         |        |                  |          |         | Meyer |
|                                    | Kitson & Co.                            | Vapor                                | 0-6+6-0T | 4               | 23-26                      | 1903, 1909   | 1959   |                  |          |         | Meyer |
|                                    | Kitson & Co.                            | Vapor                                | 2-6+6-2T | 4               | 29,30,36,37                | 1905, 1912   | 1959   |                  |          |         | Meyer |
| Locomotoras eléctricas (1927-2016) |                                         |                                      |          |                 |                            |              |        |                  |          |         | |
|                                    | GE                                      | Eléctrica                            | BoBo     |                 | 601-607                    | 1927         | 2016   | 720 (970)        |          |         | Usada principalmente en los ascensos de la línea principal. La 602 resultó averiada en los años 1990. |
|                                    | GE                                      | Eléctrica                            | BoBo     | 9               | 1-9                        | 1942         |        |                  | 40       |         | Oficina salitrera Pedro de Valdivia (PdV), anteriormente en la oficina Victoria. |
|                                    | GE                                      | Eléctrica (batería y aérea)          | BoBo     | 52              | 1-26, 32-58, 127-129       | 1927, 1930   |        |                  | 30       |         | 1-26 (originalmente 101-126), 127-129 en María Elena, 33-58 (originalmente 4000-4025) en PdV. Dos de estas tuvieron extensores de rango diésel añadidos y fueron renumeradas 81 y 82.                       |
|                                    | GE                                      | Eléctrica (batería y aérea) y diésel | BoBo     | 3               | 30-32                      | 1930         |        |                  | 30       |         | María Elena. María Elena. Primeros ejemplos de locomotoras trimodales de propulsión eléctrica aérea, a batería y diésel.                                                                                    |
|                                    | GE                                      | Eléctrica (batería y aérea) y diésel | BoBo     | 4               | 501-504                    | 1930         |        |                  | 35       |         | PdV. Primeros ejemplos de locomotoras trimodales de propulsión eléctrica aérea, a batería y diésel. |
|                                    | Nippon Yusoki                           | Eléctrica (batería y aérea)          | BoBo     | 10              | 70-79                      | 1975         |        |                  | 41,3     | EBL-35  | PdV y María Elena. La No. 74 fuera de servicio hacia 1992. |
|                                    | Baldwin Westinghouse                    | Eléctrica (batería y aérea)          | BoBo     | 6               | 90-94,96,97                | 1953         |        |                  | 30       |         | PdV y María Elena. Ex-tranvías Denver de trocha estándar 1108-1111. Las Nos. 96 y 97 tenían añadidos 5 toneladas de baterías. Construidas en 1923.                                                          |
|                                    | GE                                      | Eléctrica                            | BoBo     | 3               | 301-303                    | 1975         | 2003   |                  | 60       |         | Minas de PdV y María Elena. Ex Hanna Mining con trocha estándar números 301-303. |
|                                    | Whitcomb Westinghouse                   | Eléctrica                            | BoBo     | 3               | ME1-3                      | 1950         | 1990   |                  | 66       |         | PdV-María Elena. |
|                                    | GE                                      |                                      | BoBo     | 3               | PV1-3                      | 1948         | 1990   |                  | 66       |         | PdV y María Elena. PV2 y 3 resultaron severamente dañadas en una colisión, pero sus restos fueron combinados con las antiguas locomotoras 802 y 804 de Codelco para hacer un par de locomotoras operativas. |
|                                    | GE                                      | Eléctrica                            | CoCo     | 4               | PV4-7                      | 1958-60      | 1990   |                  | 90       |         | PdV y María Elena. Posteriormente renumeradas 7-10. |
|                                    | Chesta Ingenieria and Casagrande Motori | Eléctrica                            | BoBo     | 6               | 651-656                    | 2009-2011    | 2016   | 895 (1200)       |          |         | Usada en tramos inclinados de la línea principal. Primera locomotora fabricada localmente en Chile. |
| Locomotoras diésel (1950s-2016)    |                                         |                                      |          |                 |                            |              |        |                  |          |         | |
|                                    | GE                                      | Diesel                               | CoCo     | 1               | 1                          |              | 1978   |                  |          | 104DE5  | ex-CN |
|                                    | GE                                      | Diesel                               | CoCo     | 3               | 2-4                        | 1958         | 2016   | 1060 (1420)      | 90       | U12C    | No 4 averiada en 1987 |
|                                    | GE                                      | Diesel                               | CoCo     | 8               | 11-18                      | 1958         | 2016   | 1060 (1420)      | 73       | U12C    | 11-13 y 18 averiadas o fuera de servicio hacia 1992 |
|                                    | GE                                      | Diesel                               | BoBo     | 1               | 19                         |              |        | 480 (640)        |          | U6B     | ex-CAPSA de trocha métrica |
| SQM EMD SW1200 Pedro de Valdivia   | GM-EMD                                  | Diesel                               | A1A-A1A  | 5               | 20-24                      | 1986         | 1994   | 895 (1200)       |          | SW1200M | ex CODELCO BoBo de trocha estándar. 1 averiada entre 1991 y 1994. |
| SQM EMD SW1200 Pedro de Valdivia   | GM-EMD                                  | Diesel                               |          |                 | 937                        |              |        |                  |          | GR12UM  | |
|                                    | GE                                      | Diesel                               | CoCo     |                 | 4-5                        |              |        |                  |          | U20C    | Antigua unidad sudafricana U20C reconstruida por Casagrande Motori, Santiago. |